# Xian de Loufan
Le xian de Loufan (娄烦县 ; pinyin : Lóufán Xiàn) est un district administratif de la province du Shanxi en Chine. Il est placé sous la juridiction de la ville-préfecture de Taiyuan.

## Démographie
La population du district était de 106 993 habitants en 1999.